# Diadromus albinotatus
Diadromus albinotatus là một loài tò vò trong họ Ichneumonidae.